# 동부검은코뿔소
동부검은코뿔소(Eastern black rhinoceros)는 동아프리카검은코뿔소(East African black rhinoceros)로도 알려져 있고, 검은코뿔소의 아종이다. 동부검은코뿔소의 개체수는 뿔에 밀렵되기 때문에 매우 낮고, 심각하게 멸종 위기에 처해 있다.

## 묘사
동부검은코뿔소는 더 길고, 더 얇고, 구부러진 뿔을 가지고 있기 때문에 남쪽의 아종과 구별된다. 그것의 피부 또한 매우 사랑스럽다. 동부검은코뿔소는 역시 검은코뿔소의 다른 세 아종보다 더 공격적이라고 한다. 동부검은코뿔소는 보통 고원의 숲과 사바나 서식지에서 발견되었다.